# 高崎利明
高﨑 利明（たかさき としあき、1962年4月25日 - ）は、日本のラグビー指導者。現在、京都奏和高校の校長を務めている。

## プロフィール
- 京都府京都市出身[2]。
- 現役時代のポジションはスクラムハーフ(SH)。

## 略歴
中学からラグビーを始めた
伏見工業高校卒業後、日本体育大学に入る。なお伏見工業高校時代、花園優勝経験。
日本体育大学卒業後、中学校の保健体育の教諭として8年間務めて、1994年、伏見工業高校ラグビー部コーチに就任。1998年、監督に昇格。
2001年、監督として花園初優勝を経験。2014年まで務めた。
そして2020年、伏見工業高校の校長に就任。翌2021年、京都奏和高校の校長にも就任